# 日中国交正常化三十周年特別記念コンサート GLAY ONE LOVE in 北京 LIVE&DOCUMENT
『日中国交正常化三十周年特別記念コンサート GLAY ONE LOVE in 北京 LIVE&DOCUMENT』はGLAYが2002年12月18日にリリースしたライブビデオ。

## 概要
2002年10月13日、中国の北京工人体育場にて行われた「JAL Presents 日中国交正常化三十周年特別記念コンサート～GLAY ONE LOVE in 北京」のライブとライブ当日までのドキュメントを収録。
中国の民謡、「歌声与微笑」を、この日のためにGLAY流にアレンジして披露した映像も収録されている。
また特別ゲストとしてジャッキー・チェンがコメントを送っている。

## 収録曲
1. OPENING
2. GLOBAL COMMUNICATION
3. またここであいましょう
4. 歌声与微笑
5. BELOVED
6. 航海
7. VIVA VIVA VIVA
8. FRIEDCHICKEN & BEER
9. Winter,again
10. I'm in Love
11. ENDING